# Едвард Стенз
Едвард Стенз (пол. Edward Stenz; 1897—1956) — польський геофізик, голова кафедри геофізики у Варшавського університету. Займався гравіметрією, гідрологією, кліматологією, досліджував світловий потік від Сонця, геомагнетизм.

## Біографія
Закінчив неповну середню школу Миколая Рея у Варшаві, а в 1917 році вступив до Варшавського університету на кафедру математики та фізики філософського факультету. У 1918 році перервав навчання, щоб вступити до польської армії, що формувалася на той час. Служив спостерігачем Головної метеорологічної станції у Варшаві. Демобілізувавшись у 1920 році, повернувся до навчання, яке закінчив у 1923 році. У 1926 році здобув ступінь доктора філософії у Вільнюському університеті Стефана Баторія. Дипломна робота називалась «Інтенсивність сонячної радіації та інсоляція у Варшаві».
Під час навчання працював асистентом у Варшавському університеті. У 1925 році залишив цю позицію у зв'язку з висуненням на посаду голови Морського відділу Національного метеорологічного інституту в Новому Порті. У 1927 році він прийняв запрошення Генрика Арцтовського бути його співробітником у Львівському університеті в Інституті геофізики та метеорології. У 1928 році він здійснив наукову поїздку в Потсдам, Париж і Де Більт з метою ознайомлення з сучасними методами дослідження магнетизму.
Проводив магнітні вимірювання в околицях Львова, а також керував роботою магнітної станції в Дашаві. Протягом трьох літніх сезонів разом з Генриком Оркішем зробив вимірювання в 550 точках на площі понад 7300 км². У 1929—1930 роках досліджував газоносні райони поблизу Стрия та Соколі. У 1936—1937 роках він проводив аналогічні вимірювання в Північній Сілезії. Ці роботи мали важливе значення в зв'язку з розвідкою газових родовищ.
З 1917 року проводив дослідження світлового потоку від Сонця, почавши цю роботу під керівництвом Владислава Горчинського. У 1922 році він відвідав кілька астрономічних обсерваторій в Європі: Давос, Франкфурт-на-Майні, Цюрих, Потсдам, Занкт-Блазієн. У 1923 році він зробив цінні піргеліометричні вимірювання на науково-дослідній станції на Любомирі, а потім зробив аналогічні вимірювання в Юнгфрауйоху. У 1924 році він продовжив дослідження на горі Пожижевській, а в 1925 році в Заліщиках. Восени 1925 року він вирушив у наукову подорож до Буенос-Айреса на кораблі «Фландр» з Амстердама. Під час цієї подорожі він першим у світі виконав вимірювання в морі за допомогою піргеліометра Ангстрема.
У квітні 1928 року він досліджував великий еоловий пилопад, показавши, всупереч позиціям німецьких учених, що він прийшов не з Малої Азії, а з України.
У 1931—1932 роках разом з Горчинським працював у Ніцці над поглинанням водяною парою в інфрачервоній частині сонячного спектра. У 1931 році він провів подібні вимірювання в Чорногорі.
З метою вивчення сонячних затемнень брав участь у двох польських дослідницьких експедиціях: 1927 до Шведської Лапландії і 1936 до Західного Сибіру. У той час він також вивчав проникнення сонячної радіації через води на озерах Вігри.
У 1933—1937 роках проводив гравіметричні вимірювання поблизу Трускавця. У 1937—1938 роках він займався організацією обсерваторії на Каспровому Верху і був керівником створюваного закладу.
Навесні 1939 року він виїхав до Кабула, прийнявши пропозицію афганського уряду стати директором метеорологічної та гідрологічної служби цієї країни. Перебування та організація служби мала тривати до 1942 року, але через початок Другої світової війни її продовжили до 1948 року. У цей час він був призначений професором Кабульського університету. У той час він досліджував сейсмічні явища, а також написав фундаментальні праці про клімат і гідрологію Афганістану.
У 1948 році він повернувся до Польщі і очолив кафедру геофізики у Варшавському університеті. Був головним редактором журналу «Acta Geophysica Polonica».
У 1954 році брав участь у польській експедиції в Нальчик на Кавказі для спостереження сонячного затемнення 30 червня. Через хмарність експедиція закінчилася невдачею.
Розчарований відсутністю наукових результатів виснажливої експедиції, він разом із донькою Йоанною, студенткою фізфаку, поїхав відпочити в Закопаному. Під час однієї з подорожей донька трагічно загинула в Татрах, що повністю підірвало здоров'я Стенза.
Після кількох операцій у Польщі та за кордоном помер у 1956 році. Похований на Євангельсько-аугсбурзькому цвинтарі у Варшаві.

## Нагороди
- У 1954 році отримав Золотий Хрест Заслуги.
- Посмертно нагороджений Офіцерським Хрестом Ордена Відродження Польщі[4].